# Wieża Dzwonu w Pekinie

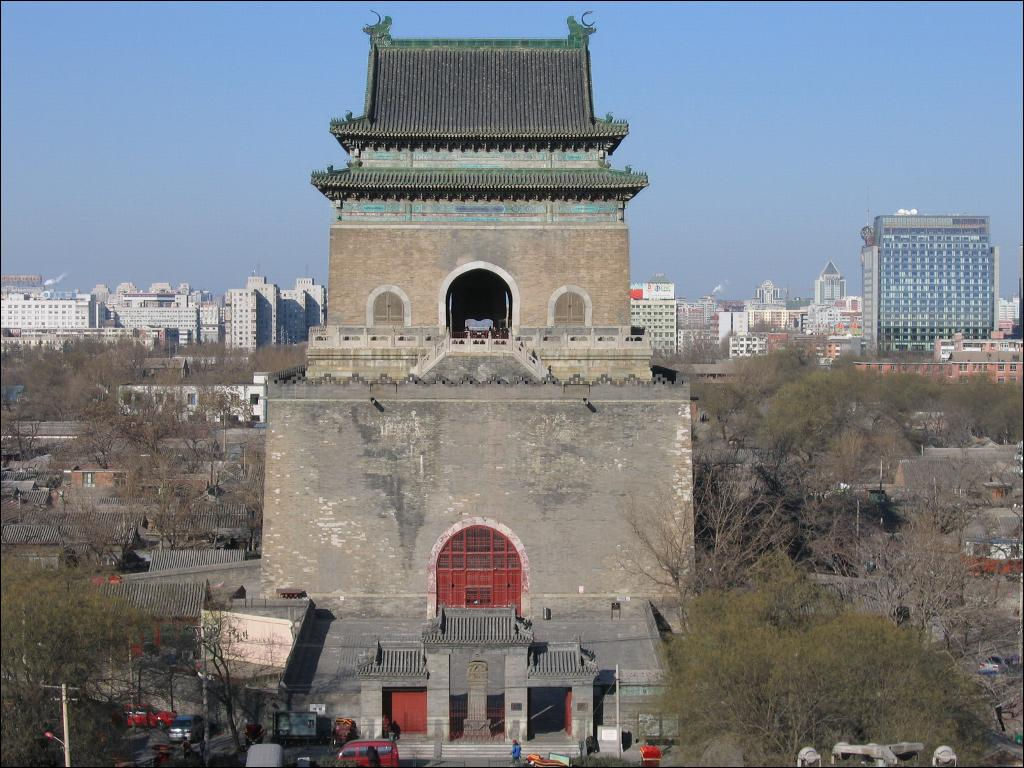
Wieża Dzwonu w Pekinie

Wieża Dzwonu (chin. upr.: 北京钟楼; chin. trad.: 北京鐘樓; pinyin: Běijīng Zhōnglóu) – wieża w Pekinie, znajdująca się na północnym krańcu głównej arterii miejskiej. W jej pobliżu wznosi się Wieża Bębna.
Wzniesiono ją w 1272 roku, w dziewiątym roku panowania Kubilaj-chana. Pierwotnie stanowiła główny budynek świątyni Wanning, a na dzwonnicę została zaadaptowana po przebudowie dokonanej za panowania cesarza Yongle w 1420 roku. Niedługo po przebudowaniu została zniszczona na skutek pożaru. W obecnym kształcie odbudował ją w 1747 roku cesarz Qianlong. Konstrukcja budynku jest na tyle mocna, że dotąd jedynego uszkodzenia doznał on podczas trzęsienia ziemi w Tangshan w 1976 roku, kiedy to odpadła kamienna głowa zwierzęcia zdobiącego dach.
Dwupiętrowa wieża ma 47,9 metra wysokości. Wykonana jest z cegły i kamienia, zaś dach pokryto zielonymi płytkami. Posiada cztery łukowate wejścia (po jednym z każdej strony), zaś na drugie piętro wiodą znajdujące się wewnątrz kamienne schody. Na piętrze znajduje się taras, który, podobnie jak budynek, posiada cztery wejścia, dodatkowo ozdobione z każdej strony kamiennymi oknami.

## Dzwon

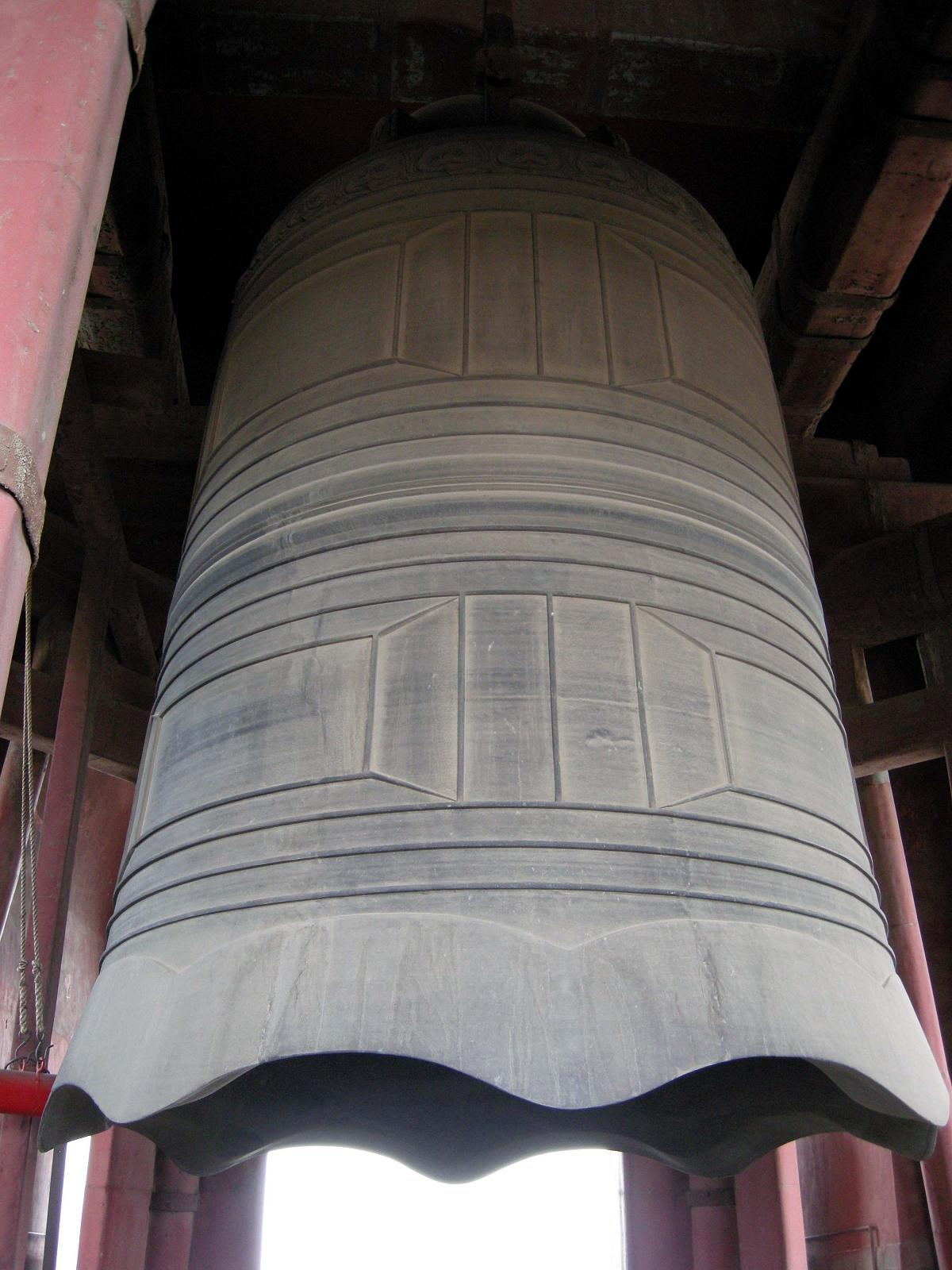
Dzwon

W wieży pierwotnie znajdował się żelazny dzwon, który jednak z powodu zbyt cichego dźwięku zdjęto i ustawiono na tyłach Wieży Bębna. Zastąpiono go dzwonem z brązu, który wisi do dziś.
Dzwon ma 7 metrów wysokości i waży 63 tony. Grubość jego ścian wynosi ok. 25 cm. Jest to największy i najcięższy dzwon w Chinach. Wyryto na nim inskrypcję o treści: "został wykonany szczęśliwego dnia, miesiąca i roku, za panowania cesarza Yongle". Do bicia weń używano zawieszonych po obu stronach dwu drewnianych bali o długości 2 metrów.
Do 1924 roku dźwięk dzwonu rozlegał się codziennie o godzinie 19; było go słychać z odległości 20 kilometrów. Obecnie nie jest już używany.

## Legenda
Z dzwonem na wieży związana jest legenda o kowalu Dengu i jego córce. Według niej Deng przez ponad rok próbował bezskutecznie odlać dzwon, który polecono mu zrobić. Czas szybko upływał, w przededniu ostatniej próby kowala jego córka, w obawie, że dalsza zwłoka będzie dla jej ojca dyshonorem, postanowiła poruszyć bogów, aby sprawili, że odlew się wreszcie uda, i rzuciła się w płynny brąz. Ogarniętemu paniką ojcu udało się jedynie wydobyć z płomieni haftowany pantofel dziewczyny.
Dzwon został wreszcie odlany, a cesarz, poruszony ofiarnością młodej dziewczyny, nazwał ją "Boginią Złotego Pieca" i rozkazał wznieść świątynię ku jej czci obok odlewni jej ojca. Wśród ludzi dziewczyna znana jest jako "Bogini Odlewająca Dzwon".